# Oro y marfil
Oro y Marfil es una película musical española de 1947 dirigida por Gonzalo Delgrás. Está protagonizada por el torero, poeta, actor y cantante Mario Cabré.

## Resumen
Mario Cabré encarna a un señorito andaluz vividor y mujeriego que tras muchas discusiones y desplantes al final se casa con una humilde chica a la que la gente apoda irónicamente "La millonaria".
El título hace referencia a la canción final de la película en la que Mario le canta a su amada: "Oro fino como tú, duro marfil como yo ¡y un cariño que nos fundió para siempre!"

## Reparto
- Mario Cabré
- Rafael Calvo Gutiérrez es el Presentador de artistas.
- G de María de la Leonor de Castro.
- Emilio Fábregas es el Catador de vinos.
- Francisco Linares-Rivas es el Administrador de La Pandereta.
- Carmen Llanos
- Nati Mistral
- Fernando Porredón
- Domingo Rivas es Diego Cortés.
- Flora Soler
- José Suárez
- Rosita Valero es Chica con flor.